# 九井镇 (讷河市)
九井镇是中国黑龙江省齐齐哈尔市讷河市下辖的一个镇。

## 行政区划
桥头溪乡下辖以下地区：
利国村、谦益村、双兴村、青山村、九井村、安仁村、祥云村、三合村、育民村和光芒村。